# János Rimay
Dans le nom hongrois Rimay János, le nom de famille précède le prénom, mais cet article utilise l’ordre habituel en français János Rimay, où le prénom précède le nom.
János Rimay ([ˈjaːnoʃ], [ˈɾimɒi]), né le à Alsósztregova en 1570 et décédé le 9 décembre 1631 à Divény, était un poète et homme politique hongrois de la Renaissance tardive.